# Adelges geniculatus
Adelges geniculatus är en insektsart. Adelges geniculatus ingår i släktet Adelges och familjen barrlöss. Inga underarter finns listade i Catalogue of Life.